# Уліта (село)
Уліта (рос. Улита) — село Онгудайського району, Республіка Алтай Росії. Входить до складу Хабаровського сільського поселення.
Населення — 262 особи (2015 рік).